# 白尾鼹
白尾鼹（学名：Parascaptor leucura）为鼹科白尾鼹属的动物。在中国大陆，分布于云南、四川等地，一般栖息于热带和亚热带森林以及河谷草灌丛。该物种的模式产地在印度阿萨姆卡西山。